# Шульгин Ростислав Олександрович
Ростислав Олександрович Шульгин (1914—1974) — журналіст родом із Києва. Син Олександра Шульгина.

## Біографія
Юридичну освіту здобув у Франції й Швейцарії, був кореспондентом французьких газет. З 1949 року в Канаді, співробітник українського відділу міжнародного радіомовлення (СВС), у 1955—1964 роках був керівником відділу новин французькою мовою. У Монреалі редагував журнал «Око». Помер в Екс-ан-Прованс.